# عطلة الربيع
اجازة الربيع
اجازة الربيع
اجازة الربيع

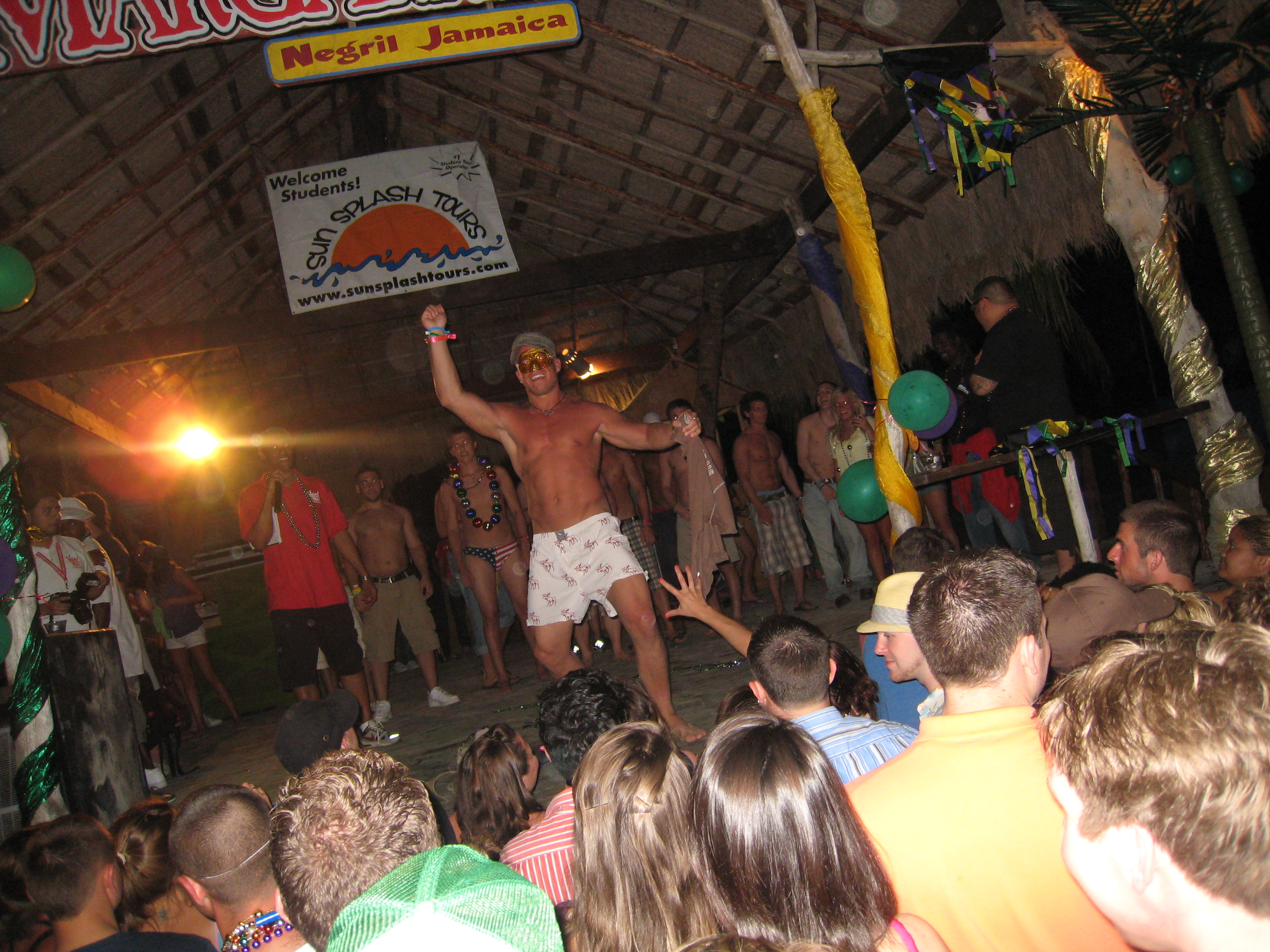

For other uses, see Spring break (disambiguation).
اجازة الربيع تعرف أيضا بعطلة مارس وعطلة الربيع والإجازة النصفية واسبوع الدراسة وفترة القراءة أو عيدالفصح المعروف في الولايات الأمريكية المتحدة وبعض من اجزاء كندا فهي عطلة تكون في اوائل فصل الربيع في الجامعات والمدارس في مختلف دول العالم.

## التاريخ والتوقيت

### كندا
تمنح كندا طلاب الابتدائية والثانوية اجازه لمدة اسبوع في شهر مارس مع بعض التفاوت في الوقت من محافظة لاخرى مثل نيو برونزويك، وكيبيك، تكون اجازتهما خلال الاسبوع الأول من شهر مارس اما البيرتا ومانيتوبافتكون باخر اسبوع من شهر مارس
في دراسة اجريت على الطلاب الكنديين اللذين قضوا عطلة الربيع في فلوريد وجدوا انهم يقضون اجازتهم في مجموعات مع الاصدقاءفي السفر والمبيت ويسرفون في تعاطي الكحول والتعرض للمواضيع الجنسية والمتصور ان العلاقات الجنسية العابرة شائعة وعموما، كان هناك تصور بأن القواعد الجنسية تكون أكثر تساهلا في اجازة عطلة الربيع من المنزل، وتوفير جو من أكبر الحرية الجنسية وإتاحة الفرصة للمشاركة في تجارب جنسية جديدة في استبيان وزع على حوالي 681ططالب/ة وجد ان حوالي 15%من الفتيان و13%من الفتيات مارسوا الجنس العرضي في اجازة الربيع.

### الولايات المتحدةالأمريكية
في الولايات المتحدة، يمكن أن تكون عطلة الربيع في الكلية والمستوى الجامعي في الفترة من مارس إلى أبريل، اعتمادا على التواريخ ومواقيت الأعياد مثل أسبوع الآلام. العديد من المؤسسات في الولايات المتحدة لديها اجازه طويلة لمدة أسبوعين وتعرف باسم «عطلة عيد القيامة» أو «عطلة عيد الفصح»، لأنها تأخذ مكان في الأسابيع قبل وبعد عيد الفصح.
في كثير من انحاء البلاد يوجد لديهم اجازه تعويضيه عن أيام الثلوج في يناير كانون الثاني وفبراير شباط. بسبب قضاء المدربين والمدرسين عطلة الربيع؛ فان المناطق التعليمية لاتستطيع ان تتحمل اعباء النفقات وذلك بإضافة أيام إضافية لتقويم المدرسة في الفصل الدراسي النهائي.

### الدول الأخرى
اشتهر في البرازيل، «أسبوع الملل» وازدادت مدته إلى عطلتين رسميتين، 12 أكتوبر عيد سيدة أباريسيداوعيد شفيع البلاد و15 أكتوبر ليوم المعلم. [بحاجة لمصدر]
ففي غولتيمالا فان المدارس تمنح طلابها اسبوع كامل للراحه بمناسبة عيدالفصح في حين 3 أيام للعاملين.
ففي اليابان فان اجازة الربيع تبدأ مع نهاية العام الدراسي في شهر مارس وتنتهي في الأول من ابريل مع بداية العام الدراسي الجديد.{بحاجه إلى مصدر}
في المكسيك، عطلة الربيع تكون خلال أسبوع الآلام واسبوع اخر بعده.[بحاجة لمصدر].

## شعبية رحلات عطلة الربيع

### أريزونا مدينة بحيرة هافاسو
مدينة بحيرة هافاسوفي أريزونا تعتبر وجهة عطلة الربيعالاكثر شعبية في العقدين الماضيين. مع تزايد شعبية، بحيرة هافاسو سيتي كوجهه اساسيه لقضاء اجازة الربيع في الولايات المتحدة الا انها لا تقع على ساحل الخليج. خلال اجازة الربيع فان مايقرب من 150000ططالب من الطلاب الجامعيين يسافرون لهذه المدينة.(بحاجة لمصدر).

### فلوريدا شاطئ دايتونا
قدم حزب لودرديل وسن قوانين للحد من سفرالطلاب الجامعيين لهذا الشاطئ خلال اجازة الربيع، وجعله شاطئ مجتمعي أكثر. خلال عام 1980مميلادي في اوج عهده هذا الشاطئ وذروته فانه وجهة لاكثر من 350000ططالب/ة. ولكن، وفقا لماسبق فان الحكومة المحلية في دايتونا بيتش قامت بالتدابير التقييدية من زيارة الطلاب لهذا الشاطئ من أواخر 1990 مو في عام 2000 في وقت مبكرمن هذا العقد، فان قلة من الطلاب لا يزالون يقدمون اليه ولكن المسؤولين لا يقدرون عددهم.

### فلوريدا فورت لودرديل
من نهاية الحرب العالمية الثانية حتى منتصف 1980 م، وكانت فورت لودرديل بولاية فلوريدا، وجهة سياحية سيئة السمعة لطلبة الجامعات. بدات تتحسن سمعة فورت لودرديل باعتبارها وجهة سياحية لطلاب الجامعات عندما قام فريق جامعة الرجل كولجيت في السباحة في أكثر من عيدميلاد في عام 1934مم. مماجذب مايقرب من 20000 طالب وطالبة في عام 1950مم، اجازة الربيع ظلت معروفة بعطلة الربيع كاقل نسبة وهذا اساس القضية. بدأ التغير عندما نشرت رواية غليندون سوارثاوت بعنوان«اين هم الأولاد» في عام 1958مم تم الإعلان عنها بفاعلية خلال اجازة الربيع. ثم في عام 1960مم حولت الرواية إلى فيلم يحمل نفس العنوان اين هم الأولاد عندما قابل الأولاد البنات بكليتهن في اجازة الربيع. ازداد عدد طلاب الجامعات ازديادا سريعا لما هو أكثر من 550,000ططالب وطالبة. وبحلول أوائل عام 1980، أصبحت فورنت لودرديل جاذبه لطلاب الجامعات حيث وصل عددهم250،000-350,000 طالب /ة سنويا خلال عطلة الربيع. سكان فورت لورديل مستاؤون من الاذى الذي ينتج عن تواجد طلاب الجامعات فيها خلال اجازة الربيع مماحدى بالسلطات المحلية باتخاذ بعض التدابيرمثل تقليص عدد الطلبة الزائرين في عام 1985 وفي الوقت نفسه، تم سن قانون لعمر متناولي المسكرات والكحول للحد الأدنى في الولايات المتحدة، الأمر الذي يتطلب أن ولاية فلوريدا رفعت سن الحد الأدنى من عمر المتعاطي إلى 21 سنة مماحدى من هم تحت السن المسموح إلى السفر إلى أماكن أخرى في الولايات المتحدة لقضاء عطلة الربيع. بحلول عام 1989، انخفض عدد طلاب الجامعات السفر إلى فورت لودرديل إلى 20,000، وهي بعيدة كل البعد عن 350,000 الذين ذهبوا قبل أربع سنوات.

### فلوريدا شاطئ مدينة باناما
وقامت مدينة شاطئ باناما في فلوريدا التي تبعد 1990مميلا من لودرديل وشاطئ دايتونا باتخاذ بعض التدابير لعدم جذب الطلاب للزيارة خلال اجازة الربيع. مدينة صغيرة لا تزال عطلة الربيع الوجهة الأكثر شعبية في البلاد، نظرا لقربها النسبي لجامعات كثيرة جنوبا، مسافات القيادة والسلوك المتساهل تجاه المصطافين في الربيع. يقوم السكان المحليين لشاطئ مدينة بنما باستقبال أكثر من 500000ممن المصطافين بالربيع من كل عام وتعدالسياحة عاملا اساسيا في اقتصادها.

### تكساس جزيرة جنوب بادري
جزيرة ساوث بادري بتكساس هي الأخرى ذات شعبية بين طلبة الجامعات بعطلة الربيع في الاجزاء الجنوبية والوسطى والغرب من الدولة. في بدايات عام 1980مم أصبحت هذه المدينة أول موقع جاذب لطلبة الجامعات للسياحة في اجازة الربيع خارج فلوريدا. مع بضعة الالاف من سكان مدينة ساوث بادري ايزلاند الا انها استطاعت باستمرار جذب مابين 80000االى 120000ممن السياح خلال عطلة الربيع في ال30 سنة الماضية.

### ماوراء البحار
وجهات جاذبة للسياح تشمل منطقة البحر الكاريبي (على سبيل المثال، بربادوس وجزر البهاما وجمهورية الدومينيكان وجامايكا وجزر تركس وكايكوس)، والمكسيك (أكابولكو خاصة، كابو سان لوكاس، كانكون، مازاتلان، بويرتو فالارتا)، ميكونوس، وجند فاراديرو، كوبا (لغير المواطنين أمريكيين) وقامت وكالات بجولة في هذه الأماكن ونقلت ان اعمار متناولي الكحول فيها اقل من غيرها وليس هناك قيود عليهم (بحاجة لمصدر) بعض الشركات السياحية جعلت رحلات الطيران الخاصة بارخص الاسعار لقضاء عطلة الربيع.

## شركات التسويق
ومن الشائع للعلامات التجارية الكبرى التي تلبي احتياجات سوق الشباب (على سبيل المثال، كوكا كولا، جيليت، MTV، وفروع القوات المسلحة للولايات المتحدة) إلى السوق في وجهات عطلة الربيع.(بحاجة إلى توضيح).

## البدائل البدائل
بعض الكليات تقوم بتقديم «عطلة الربيع البديلة» التي يتطوع فيها طلاب خدمة المجتمع والعمل الخيري خلال اجازة الربيع. الموئل من أجل الإنسانية برنامج تحدي الجماعية هو مثال واحد على ذلك.